# Mar de hierba (película)
Mar de hierba (título original: The Sea of Grass) es un wéstern dramático estadounidense de 1947 ambientado en el suroeste de Estados Unidos. Dirigida por Elia Kazan sobre la novela homónima publicada en 1936 por Conrad Richter, la protagonizan Katharine Hepburn, Spencer Tracy y Melvyn Douglas.
Aunque fue un gran melodrama de la Metro Goldwyn Mayer, según los informes, Kazan estaba disgustado con la película resultante y desanimó a la gente de verla.

## Sinopsis
El coronel Jim Brewton (Spencer Tracy) es un hombre que dirige sus prósperas propiedades de Nuevo México con mano de hierro, ya que se enfrenta a varios granjeros. En cambio, su reciente matrimonio con Lutie Cameron (Katharine Hepburn) resulta un completo fracaso porque esta lo engaña.

## Reparto
- Katharine Hepburn: Lutie Cameron.
- Spencer Tracy: Coronel Jim Brewton.
- Robert Walker: Brock.
- Melvyn Douglas: Brice Chamberlain.
- Phyllis Thaxter: Sara Beth.
- Edgar Buchanan: Jeff.
- Harry Carey: Doc Reid.

## Producción
En su autobiografía, Kazán escribió que estaba entusiasmado ante la posibilidad de filmar El mar de hierba, ya que estaba ansioso por trabajar en las Grandes Llanuras del suroeste del país, "donde la hierba aún crecía de césped sin romper ". Sin embargo, los productores decidieron que la mayoría de la película se filmaría contra una pantalla de proceso para utilizar algunos de los "diez mil pies" material de archivo existentes, en lugar de enviar al equipo de filmación hacia el lugar. 

## Recepción
Aunque recibió críticas en su mayoría tibias, la película fue la más exitosa comercialmente de todas las películas que Hepburn y Tracy interpretaron para la MGM, recaudando $ 3,150,000 en los Estados Unidos y Canadá y $ 1,539,000 en el extranjero.